# Национальный комитет Республиканской партии
Национа́льный комите́т Республика́нской па́ртии (сокр. НКРП) (англ. Republican National Committee, RNC) — политический комитет, осуществляющий руководство Республиканской партией США. В функции НКРП входит разработка и продвижение политической платформы партии, координация сбора средств и электоральной стратегии, а также организация и проведение Национального съезда партии. Аналогичные комитеты существуют в каждом штате и большинстве округов США, хотя в некоторых штатах партийная организация построена по принципу избирательных округов для выборов в Конгресс США.
С 8 марта 2024 года председателем НКРП является Майкл Уотли, сменивший Ронну Ромни-Макдэниэл.
Основным эквивалентным НКРП органом является Национальный комитет Демократической партии.

## История
Национальный комитет Республиканской партии был учреждён на Национальном съезде 1856 года. Он состоял из одного члена от каждого штата и территории, исполнявших свои обязанности в течение четырёх лет. С тех пор каждый национальный съезд следует принципу равного представительства для каждого штата или территории, независимо от численности их населения.
В 1924—1952 годах каждый штат и территорию, а также отдельно Вашингтон (округ Колумбия), представлял один человек.
В 1952 году членский состав комитета расширился за счёт включения в него председателей отделений партии в штатах, проголосовавших за кандидата-республиканца на предыдущих президентских выборах, имеющих республиканское большинство в своей делегации конгресса (члены Палаты представителей и Сената), либо же губернаторов-республиканцев.
К 1968 году число членов достигло 145 человек.
По состоянию на 2011 год членами НКРП являются 168 человек.
Единственным председателем НКРП, позднее ставшим президентом США, является Джордж Буш-старший. Ряд председателей НКРП были губернаторами штатов.
В 2013 году НКРП запустил информационно-пропагандистскую кампанию, ориентированную на избирателей из числа американской молодёжи и этнических меньшинств. Это произошло после проведённых исследований, показавших, что эти группы в целом считают, что Республиканскую партию не волнуют их проблемы.

## Para Bellum Labs
В феврале 2014 года, в период председательства Райнса Прибуса, НКРП запустил внутренний технологический инкубатор под названием «Para Bellum Labs», предназначенный для оказания помощи партии и её потенциальным членам в преодолении технологического отставания. В переводе с латинского языка фраза «para bellum» означает «готовься к войне».

## Список председателей НКРП
| #  | Председатель                         | Период полномочий | Штат                      | Примечания |
| -- | ------------------------------------ | ----------------- | ------------------------- | --- |
| 1  | Эдвин Денисон Морган                 | 1856—1864         | Нью-Йорк                  | |
| 2  | Генри Джарвис Реймонд                | 1864—1866         | Нью-Йорк                  | |
| 3  | Маркус Лоуренс Уорд                  | 1866—1868         | Нью-Джерси                | |
| 4  | Уильям Клафлин                       | 1868—1872         | Массачусетс               | |
| 5  | Эдвин Денисон Морган                 | 1872—1876         | Нью-Йорк                  | Второй срок |
| 6  | Закария Чандлер                      | 1876—1879         | Мичиган                   | |
| 7  | Джеймс Дональд Кэмерон               | 1879—1880         | Пенсильвания              | |
| 8  | Маршалл Джуэлл                       | 1880—1883         | Коннектикут               | |
| 9  | Дуайт Мэй Сабин                      | 1883—1884         | Миннесота                 | |
| 10 | Бенджамин Франклин Джонс             | 1884—1888         | Нью-Джерси                | |
| 11 | Мэттью Стэнли Куэй                   | 1888—1891         | Пенсильвания              | |
| 12 | Джеймс С. Кларксон                   | 1891—1892         | Айова                     | |
| 13 | Уильям Джеймс Кэмпбелл               | 1892              | Иллинойс                  | Избранный в июне 1892 года, отказался от должности, уйдя в отставку в июле этого же года                                                                                   |
| 14 | Томас Генри Картер                   | 1892—1896         | Монтана                   | Избран вместо Кэмпбелла в июле 1892 года |
| 15 | Марк Ханна                           | 1896—1904         | Огайо                     | |
| 16 | Генри Клей Пейн                      | 1904              | Висконсин                 | |
| 17 | Джордж Брюс Кортелью                 | 1904—1907         | Нью-Йорк                  | |
| 18 | Гарри Стюарт Нью                     | 1907—1908         | Индиана                   | |
| 19 | Фрэнк Харрис Хичкок                  | 1908—1909         | Огайо                     | |
| 20 | Джон Фремонт Хилл                    | 1909—1912         | Мэн                       | |
| 21 | Виктор Розуотер                      | 1912              | Небраска                  | |
| 22 | Чарльз Дьюи Хиллс                    | 1912—1916         | Нью-Йорк                  | |
| 23 | Уильям Рассел Уиллкокс               | 1916—1918         | Нью-Йорк                  | |
| 24 | Уильям Харрисон Хейс                 | 1918—1921         | Индиана                   | |
| 25 | Джон Тейлор Адамс                    | 1921—1924         | Айова                     | |
| 26 | Уильям Морган Батлер                 | 1924—1928         | Массачусетс               | Мэри Буз из Миссисипи стала первой афроамериканской женщиной-членом НКРП                                                                                                   |
| 27 | Хьюберт Уорк                         | 1928—1929         | Колорадо                  | |
| 28 | Клаудиус Харт Хьюстон                | 1929—1930         | Теннесси                  | Первый председатель НКРП выходец с Юга США |
| 29 | Симеон Дэвисон Фесс                  | 1930—1932         | Огайо                     | |
| 30 | Джеймс Эверетт Сандерс               | 1932—1934         | Индиана                   | |
| 31 | Генри Пратер Флетчер                 | 1934—1936         | Пенсильвания              | |
| 32 | Джон Д. М. Гамильтон                 | 1936—1940         | Канзас                    | |
| 33 | Джозеф Уильям Мартин-младший         | 1940—1942         | Массачусетс               | Спикер Палаты представителей США (1947—1949, 1953—1955) |
| 34 | Харрисон Эрл Спенглер                | 1942—1944         | Айова                     | |
| 35 | Герберт Браунелл-младший             | 1944—1946         | Нью-Йорк                  | |
| 36 | Бразилла Кэрролл Рис                 | 1946—1948         | Теннесси                  | |
| 37 | Хью Доггетт Скотт-младший            | 1948—1949         | Пенсильвания              | |
| 38 | Гай Джордж Габриэльсон               | 1949—1952         | Нью-Джерси                | |
| 39 | Артур Эллсуорт Саммерфилд            | 1952—1953         | Michigan                  | |
| 40 | Чарльз Уэсли Робертс                 | 1953              | Канзас                    | |
| 41 | Леонард Вуд Холл                     | 1953—957          | Нью-Йорк                  | |
| 42 | Хью Мид Алькорн-младший              | 1957—1959         | Коннектикут               | |
| 43 | Трастон Баллард Мортон               | 1959—1961         | Кентукки                  | |
| 44 | Уильям Эдвард Миллер                 | 1961—1964         | Нью-Йорк                  | Кандидат от партии на пост вице-президента США (1964) |
| 45 | Рой Дин Бёрч                         | 1964—1965         | Аризона                   | |
| 46 | Рэй Чарльз Блисс                     | 1965—1969         | Огайо                     | |
| 47 | Роджерс Мортон                       | 1969—1971         | Мэриленд                  | |
| 48 | Боб Доул                             | 1971—1973         | Канзас                    | Кандидат от партии на пост вице-президента (1976) и президента США (1996)                                                                                                  |
| 49 | Джордж Буш-старший                   | 1973—1974         | Техас                     | 41-й президент США (1989—1993) |
| 50 | Мэри Луис Смит                       | 1974—1977         | Айова                     | Первая женщина-председатель НКРП |
| 51 | Уильям Э. Брок III и Мэри Дент Крисп | 1977—1981         | Теннесси и Аризона        | |
| 52 | Ричард Ричардс                       | 1981—1983         | Юта                       | |
| 53 | Фрэнк Фаренкопф                      | 1983—1989         | Невада                    | Пол Лаксалт занимал пост генерального председателя (1983—1987) Бетти Хитман занимала пост сопредседателя (1983—1987) Морин Рейган занимала пост сопредседателя (1987—1989) |
| 54 | Ли Атуотер                           | 1989—1991         | Южная Каролина            | |
| 55 | Клейтон Кит Йюттер                   | 1991—1992         | Небраска                  | |
| 56 | Ричард Бонд                          | 1992—1993         | Миссури                   | |
| 57 | Хейли Барбур                         | 1993—1997         | Миссисипи                 | |
| 58 | Джим Николсон                        | 1997—2001         | Колорадо                  | |
| 59 | Джим Гилмор                          | 2001—2002         | Виргиния                  | |
| 60 | Марк Раскоу                          | 2002—2003         | Монтана                   | |
| 61 | Эд Гиллеспи                          | 2003—2005         | Виргиния                  | |
| 62 | Кен Мелман                           | 2005—2007         | Вашингтон, округ Колумбия | Ушёл в отставку в конце 2006 года |
| 63 | Мел Мартинес                         | 2007              | Флорида                   | Служил совместно с Майком Дунканом в качестве генерального председателя |
| 63 | Майк Дункан                          | 2007—2009         | Кентукки                  | Сенатор Мел Мартинес служил с Майком Дунканом на посту генерального председателя до ухода в отставку в октябре 2007 года                                                   |
| 64 | Майкл Стил                           | 2009—2011         | Мэриленд                  | Первый афроамериканец на посту председателя НКРП Ян Лаример занимала пост сопредседателя                                                                                   |
| 65 | Райнс Прибус                         | 2011—2017         | Висконсин                 | В 2017 году ушёл в отставку, заняв пост Главы аппарата Белого дома Шэрон Дэй занимала пост сопредседателя                                                                  |
| 66 | Ронна Ромни-Макдэниел                | 2017—наст. время  | Мичиган                   | Вторая женщина-председатель НКРП; племянница бывшего губернатора Митта Ромни Боб Падучик занимает пост сопредседателя                                                      |